# Travel Channel (Polen)
Travel Channel ist ein polnischer Fernsehsender von TVN.

## Geschichte
Travel Channel startete am 1. April 1998 in Polen. Zunächst sendete er das gleiche Programm wie der US-amerikanische Travel Channel. Seit 2011 jedoch wird das Programm durch TVN selbst gestaltet. Die meisten Produktionen von Discovery Communications wurden aus dem Programm genommen und durch TVN- und Travel Channel Polska Eigenproduktionen ersetzt. Seit dem 3. Februar 2011 sendet Travel Channel in HD.